# كويليميو (تشيلي)
كويليميو (بالإسبانية: Coelemu) هي بلدية تقع في تشيلي في Ñuble Province. يقدر عدد سكانها بـ 15,711 نسمة ومساحتها 342.3 كم2 وترتفع عن سطح البحر 33 متر.